# Magnetický monopól
Magnetický monopól je hypotetická elementární částice, která nese magnetický náboj.

## Existence
Existenci této částice předpovídá více teorií fyziky částic, zejména teorie velkého sjednocení a teorie superstrun. Navzdory vícero experimentům 1975[zdroj⁠?!], 1982[zdroj⁠?!], 1986[zdroj⁠?!] a 2007[zdroj⁠?!] se jejich existence nepotvrdila, takže je stále možné, že magnetické monopóly neexistují.[zdroj⁠?!] Byly ale prokázány kvazičástice, které se částečně jako magnetický monopól chovají, což zdvihlo určitou vlnu mediálního zájmu.

## Experimenty
- P.B.Price, Evidence for detection of moving magnetic monopole
- B. Cabrera, First Results from a Superconductive Detector for Moving Magnetic Monopoles
- A. Caplin, Observation of an unexplained event from a magnetic monopole detector